# Grito de Lares
El Grito de Lares (le cri de Lares) — ou d’autres termes équivalents : soulèvement de Lares, révolte de Lares, rébellion de Lares, voire révolution de Lares — désigne la révolte, dirigée contre la domination espagnole à Porto Rico, qui eut lieu le 23 septembre 1868 dans la ville de Lares, dans l’ouest de l’île, et lors de laquelle fut proclamée la très éphémère République de Porto Rico.

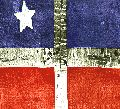
Drapeau originel du mouvement révolutionnaire de Lares.

Les principaux instigateurs en étaient Segundo Ruiz Belvis et Ramón Emeterio Betances, membres du Comité Revolucionario de Puerto Rico, qui disposait sur l’île d’un important réseau de conjurés organisés en cellules (juntas). Le terreau en était la politique répressive menée par l’Espagne et la détérioration de la situation économique.
Pour un ensemble de raisons (défaillances logistiques, indiscrétions mettant les autorités espagnoles en éveil, cargaison d’armes ne parvenant pas aux insurgés, ...), la révolte fut un échec, ne dépassant guère les limites de la ville de Lares, et matée en peu de jours par les troupes espagnoles.
Néanmoins, le Grito de Lares fut un événement considérable, d’abord par les réformes politiques qu’il contribua à faire mettre en œuvre, et par la place qu’il continue d’occuper, aujourd’hui encore, dans la mémoire collective des Portoricains.

## Germes de la révolte
Depuis plusieurs siècles, les revendications économiques et politiques des portoricains avaient été ignorées par la Couronne espagnole. Au cours de la première moitié du XIXe siècle, la colonie s’était vue privée de sa représentation aux Cortes, et le gouvernement espagnol de l’île tendait vers une politique de plus en plus despotique et répressive. De nombreux militants, qu’ils fussent partisans de l’indépendance vis-à-vis de l’Espagne ou qu’ils se bornassent à réclamer des réformes démocratiques, étaient emprisonnés ou contraints à l’exil. En outre, le commerce local s’était trouvé grevé de nouveaux impôts, qui avaient pour effet, par ailleurs, de renforcer la mainmise des peninsulares (personnes d’origine espagnole) sur l’économie portoricaine. 
D’autre part, en 1855, une épidémie de choléra, frappant durement esclaves et journaliers, avait donné lieu à une grave pénurie de main-d'œuvre agricole. De surcroît, en 1867, deux catastrophes naturelles avaient encore amenuisé la capacité d’endurance des Portoricains: d’abord l’ouragan San Narciso, puis, peu après, un violent tremblement de terre d’une intensité de 7,3 sur l’échelle de Richter, suivi d’un raz-de-marée qui accabla la partie sud-est de l’île.
Ainsi, la faim, la pénurie et la pauvreté avaient exacerbé le mécontentement du peuple à l’endroit du gouvernement. Le malaise était tellement général à travers toute l’île, qu’en peu de temps se constituèrent pas moins de 73 organisations révolutionnaires.
Le 17 septembre 1868, soit une semaine avant le Grito de Lares et sans qu’en aient eu connaissance les rebelles portoricains, la reine Isabelle II avait été renversée en Espagne par une révolte aristocratique, dite Révolution glorieuse (Revolución Gloriosa).
À Cuba, à quelques semaines de distance seulement, le 10 octobre, éclata également le Grito de Yara (es), amorce de la guerre d’indépendance cubaine dite des Dix Ans. Ces événements sont illustratifs du mécontentement engendré par le gouvernement de la reine Isabelle II dans les territoires d’outre-mer espagnols.

## Déroulement

### Planification

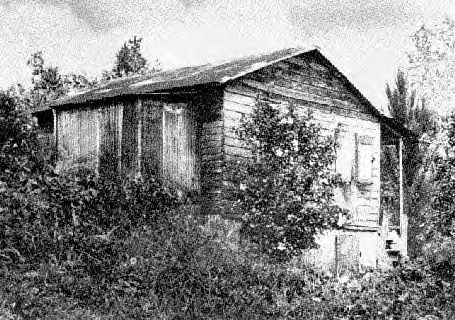
La maison de Manuel Rojas en 1965.

Le soulèvement de Lares, communément désigné par « Grito de Lares », eut lieu le 23 septembre 1868, mais avait été planifié bien avant cette date par un groupe dirigé par le docteur Ramón Emeterio Betances et par l’avocat Segundo Ruiz Belvis, lesquels avaient fondé, le 6 janvier 1868, le Comité Revolucionario de Puerto Rico (Comité révolutionnaire de Porto Rico) pendant leur exil en République dominicaine (indépendante de l’Espagne, de manière effective, depuis 1844). Betances rédigea plusieurs proclamations (« Proclamas »), dans lesquelles il dénonçait l’exploitation des Portoricains par le système colonial espagnol et appelait à l’insurrection immédiate. Ces proclamations se propagèrent bientôt à travers toute l’île, tandis que des groupes dissidents locaux commençaient à s’organiser. Par les soins de Mathias Brugman, Mariana Bracetti (es) et Manuel Rojas, des cellules secrètes (juntas) du Comité révolutionnaire furent constituées à Porto Rico, réunissant des membres issus de tous les secteurs de la société — que ce soient des propriétaires terriens, des commerçants, des personnes exerçant des professions libérales, des paysans, ou des esclaves —, et dont la plupart étaient des criollos (c'est-à-dire nés sur l’île). La situation critique de l’économie, ajoutée à la répression croissante conduite par les Espagnols, servait de catalyseur pour la rébellion. Les bastions du mouvement étaient des villes situées dans les montagnes de la partie occidentale de l’île.
Il était prévu, selon le dessein initial, que l’insurrection fût déclenchée dans la ville de Camuy, Porto Rico, le 29 septembre ; en effet, compte tenu du fait que le 29 septembre était un jour férié pour la plupart des travailleurs, il était escompté que des soulèvements simultanés auraient lieu, commençant par la cellule de Camuy, puis suivie par d’autres en différents lieux. Des renforts devaient arriver à bord d’un navire, El Telégrafo, et les cellules se verraient prêter main-forte par plus de 3 000 mercenaires. Cependant, les autorités espagnoles de l’île ayant eu vent du projet, les rebelles furent contraints à en avancer la date. En effet, à la suite d'une imprudence, des informations parvinrent aux oreilles d’un capitaine espagnol cantonné à Quebradillas, Juan Castañón, qui alerta son supérieur à Arecibo. Sur la base de ces informations, les chefs de la cellule Lanzador del Norte de Camuy furent bientôt arrêtés, et des documents compromettants saisis. Les autres dirigeants, craignant d’être arrêtés à leur tour, décidèrent alors d’avancer la date de déclenchement de la révolution sans attendre Betances. Il fut alors convenu de frapper d’abord dans la ville de Lares, et ce dès le 24 septembre.
Au même moment, bien que le gouvernement dominicain eût donné, à travers le général Luperón et le président Buenaventura Báez, son appui à Betances, lui permettant de recruter et d’armer une petite armée et lui procurant un navire armé, le gouvernement espagnol obtint du président Báez, alors que tout était prêt pour l’expédition contre l’île, qu’il interdît le départ des expéditionnaires du territoire dominicain, et que les autorités de l’île voisine de Saint-Thomas, où était amarré le navire, retinssent celui-ci.

### Proclamation de la République de Porto Rico
23 septembre 1868 – 24 septembre 1868
Entités précédentes :
- Royaume d'Espagne

Entités suivantes :
- Royaume d'Espagne

Les 23-24 septembre 1868, quelque 400 à 600 rebelles (le journaliste espagnol José Perez Morís estime ce nombre plus près de 1000) se rassemblèrent dans l’hacienda de Manuel Rojas, située à proximité de Pezuela (es), dans les environs immédiats de Lares. Mal entraînés et médiocrement armés, les rebelles, se déplaçant à pied et à cheval, pénétrèrent dans la ville aux alentours de minuit. Ils s’appliquèrent alors à piller les magasins et bureaux appartenant aux « peninsulares » (Espagnols de naissance) et s’emparèrent de l’hôtel de ville. Les commerçants espagnols et les représentants locaux de l’autorité gouvernementale, tenus par les insurgés pour des ennemis de la patrie, furent faits prisonniers. Les révolutionnaires exhortèrent les propriétaires à conduire leurs esclaves à la mairie afin de les affranchir. Ils investirent ensuite l’église de la localité et déployèrent le drapeau révolutionnaire — dessiné et cousu par la militante Bracetti sur indications de Betances — sur le maître-autel, pour signifier que la révolution était déclenchée. Enfin, à 2 heures du matin, fut proclamée la République de Porto Rico, sous la présidence de Francisco Ramírez Medina. Les révolutionnaires offrirent la liberté aux esclaves qui les joignirent.

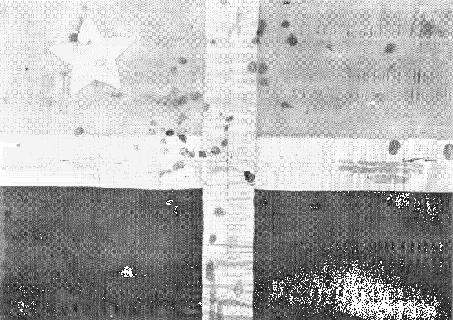
Drapeau original de la République de Porto Rico
Drapeau des révolutionnaires

### Affrontement à San Sebastián
Les forces rebelles se remirent ensuite en route en vue de s’emparer de la localité suivante, San Sebastián del Pepino. Cependant, le groupe s’y heurta, de la part de la milice espagnole présente, à une résistance inopinée. La grande confusion qui s’ensuivit dans les rangs des rebelles incita Manuel Rojas, qui avait le commandement, à se replier sur Lares. Sur ordre du gouverneur Julián Pavía, la milice espagnole lança une offensive et eut tôt fait, au bout de peu de jours, de venir à bout des rebelles et de mettre un terme à l’insurrection.

### Procès et amnistie

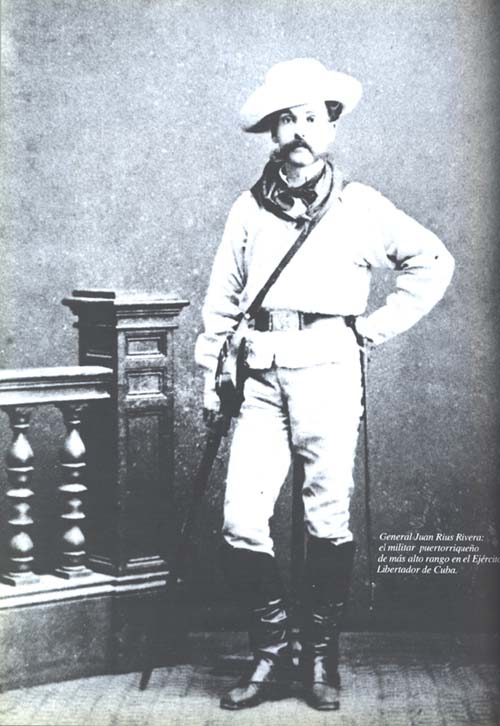
Le général Juan Ríus Rivera.

Environ 475 insurgés furent incarcérés, parmi lesquels Manuel Rojas, Mariana Bracetti et Juan Rius Rivera (es) (ce dernier étant appelé à devenir ultérieurement le commandant en chef de l’armée de libération cubaine).
Le 17 novembre, une cour martiale prononça la peine capitale, pour trahison et sédition, à l’encontre de tous les prisonniers. Toutefois, dans le souci d’apaiser l’atmosphère déjà fort tendue dans l’île, le gouverneur nouvellement nommé, José Laureano Sanz (es), décréta en janvier 1869 une amnistie générale, et tous les prisonniers furent relâchés. Entre-temps, 80 prisonniers avaient déjà péri pendant leur détention.

## Raisons de l’échec
Parmi ces raisons, il convient sans doute de signaler tout d’abord l’excès de confiance qui caractérisait les révolutionnaires, et qui les conduisit à divulguer des informations au-delà de la stricte réserve, permettant aux autorités d’avoir connaissance de ce qui se tramait. Ce sont ces soupçons du gouvernement, renforcés par les délations et les infiltrations, qui déterminèrent la nécessité d’avancer la date du soulèvement. En particulier, au milieu de l’année 1868, le corrégidor don Antonio Balboa surprit à Mayagüez l’agent Pedro García au moment où celui-ci était occupé à collecter des fonds pour la cause, lui confisquant une liste de donateurs et de souscripteurs. Plus grave encore, un des conjurés, Hilario Martínez, s’oublia à faire d’indiscrètes révélations à son cousin Carlos Antonio López, lequel les communiqua ensuite au capitaine de milices de Quebradillas, don Juan Castañón ; ces indiscrétions désignaient la cellule Lanzador del Norte et dévoilaient l’identité de son président, Manuel María González. Castañón à son tour mit dans la confidence le commandant militaire d’Arecibo, don Manuel de Iturriaga, qui, le 19 septembre 1968 à l’aube, perquisitionna au domicile de González à Camuy, mettant la main sur des documents compromettants, puis faisant écrouer González dans la prison d’Arecibo. De plus, Iturriaga mobilisa 50 miliciens d’Arecibo et détacha vers Camuy une partie du Bataillon de Cádiz sous le commandement du capitaine José Pujols. La nouvelle de la détention de González fut transmise au président de la cellule de Lares, et à Capá Prieto de Mayagüez. 
La nuit suivante (le 20 septembre 1868), la direction de la cellule Capá Prieto se réunit au domicile de Matías Brugman, et l’on se mit d’accord pour avancer la date du soulèvement au 23 septembre, au lieu du 30 septembre initialement prévu. Lares et San Sebastián seraient les premières cibles ; viendraient ensuite Moca, Quebradillas, Camuy et Arecibo. Le lieu de ralliement des forces rebelles serait la hacienda de Manuel Rojas, dans le hameau de Pezuela, situé à une lieue de Lares. Les autres cellules furent avisées de la décision, et enjointes d’exécuter sans tarder les ordres qui leur seraient envoyés. L’on était bien conscient, ce faisant, d’agir dans l’urgence, pressé par la crainte que le gouvernement n’écrase l’insurrection avant même son déclenchement. 
Lares apparaissait comme le meilleur site, ayant une bonne situation stratégique dans la région montagneuse du centre-ouest de l’île, situé loin de la capitale et difficile d’accès. La zone comptait l’effectif de participants le plus important, et se trouvait à proximité d’Arecibo, où Manuel María González était maintenu prisonnier. Lares était reliée par route à San Sebastían, où se trouvait une caserne de la milice, avec des armes et des munitions. Lares avait de bonnes communications avec Arecibo, San Germán, Yauco, Adjuntas (es) et Mayagüez. Le moment choisi n’était pas le plus propice pour mettre le projet à exécution. En effet, les circonstances obligèrent les rebelles à passer subitement de la phase préparatoire à la phase d’action. Les armes ayant été confisquées par le président dominicain Baéz, et le navire affrété pour le transport ayant été saisi par les autorités de Saint-Thomas, île alors sous tutelle danoise, ils ne pouvaient alors disposer ni de l’équipement militaire nécessaire, ni des hommes recrutés par Betances pour leur prêter main-forte. Depuis avril 1868, Báez tentait même de faire arrêter Betances pour l’envoyer à Porto Rico (significativement, des années plus tard, l’Espagne offrit l’asile politique à Báez après qu’il eut été déposé par un coup d’État révolutionnaire).
Certaines cellules ne reçurent pas à temps le mot d’ordre de la junta de Mayagüez, et d’autres ne le reçurent pas du tout. Beaucoup de membres s’abstinrent de prendre part au mouvement, découragés par l’arrestation de Manuel María González.

## Retombées politiques
Quoique la révolte comme telle fût un échec, ses aboutissements peuvent être tenus, globalement, pour positifs, car l’Espagne, dans les années qui suivirent, consentit à accorder à l’île une plus grande autonomie politique.
Le journaliste espagnol José Pérez Morrís écrivit un important ouvrage contre le Grito et ses participants, lequel ouvrage, du fait même qu’il est biaisé par une si nette hostilité à l’égard de ces derniers, a pu faire figure de compte rendu des événements le plus fiable d’un point de vue historique. Au plan idéologique, les considérations personnelles de Pérez continuent, encore à l’heure actuelle, à être largement exploitées par les opposants à l’indépendance de Porto Rico pour dénoncer ce qu’ils perçoivent comme une glorification outre mesure d’une révolte mineure. 
Cependant, des études publiées récemment indiquent que le Grito comptait considérablement plus de sympathisants — et que sa logistique était plus étendue à l’intérieur de Porto Rico — que pourrait le laisser croire la durée de l’événement. Au long des années qui suivirent immédiatement le Grito, il y eut des manifestations pro-indépendantistes mineures et des escarmouches avec les autorités espagnoles à Las Marias, Adjuntas, Utuado, Vieques, Bayamón, Ciales et Toa Baja. Les historiens mettent aussi en relief la symptomatique longueur des commentaires de Pérez, en comparaison de la place réservée par lui dans son ouvrage à la simple relation des faits : l’événement eût-il été la révolte mineure qu’il assure qu’elle a été, il n’eût certes pas fait l’objet d’un traitement négatif aussi insistant.

## Importance mémorielle: le Grito comme jour férié

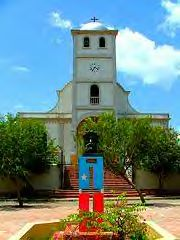
Église de Lares et monument dédié au Grito sur la Plaza de la Revolución.

Commémorer le Grito de Lares est resté longtemps interdit à Porto Rico, tant par les autorités espagnoles qu’américaines. En particulier, toute commémoration étant prohibée jusqu’à la fin formelle de la domination espagnole sur Porto Rico en 1899, le Grito était presque totalement oublié par la plupart des Portoricains, et seule la population de Lares organisait des manifestations annuelles de faible ampleur pour célébrer l’événement. Cependant, des militants indépendantistes, José de Diego et Luis Lloréns Torres notamment, s’efforcèrent de faire accepter l’idée de commémorer l’événement sous la forme d’un jour férié. De Diego, par exemple, demanda que la fondation de l’université de Porto Rico à Mayagüez, proposée par lui devant l’assemblée législative de Porto Rico, eût lieu le 23 septembre 1911, de façon qu’elle coïncidât avec la date anniversaire du Grito.
À la fin des années 1920, des membres du Partido nacionalista de Puerto Rico organisaient des cérémonies peu importantes dans la ville de Lares, tant dans un but de commémoration historique qu’en vue de collecter des fonds. Lorsque Pedro Albizu Campos (es) prit la direction du parti, il fut mis un terme aux activités « frivoles » liées au Grito (telle que la danse annuelle destinée à lever des fonds), et un ensemble de rituels fut mis au point pour commémorer l’événement avec dignité. Une des citations les plus connues d’Albizu proclame: « Lares est une terre sainte, et à ce titre, l’on ne doit entrer en elle qu’à genoux » (Lares es Tierra Santa, y como tal, debe entrarse a ella de rodillas).
L’élément clef des rituels associés au Grito est le don, fait à la famille d’Albizu par l’écrivaine chilienne Gabriela Mistral, d’un tamarinier provenant de la propriété de Simón Bolívar au Venezuela. L’arbre fut planté sur la Plaza de la Revolución avec de la terre prélevée dans dix-huit autres pays hispaniques d’Amérique latine. Le propos d’Albizu était de doter cette place d’un symbole vivant de solidarité dans la lutte pour la liberté et l’indépendance engagée par Bolívar (lequel, lors de sa visite de l’île portoricaine de Vieques, promit d’assister le mouvement indépendantiste portoricain, mais ne put tenir cette promesse en raison des luttes de pouvoir autour de lui), de même que d’un symbole des épreuves douces-amères (à l’image du fruit de l’arbre) à subir avant de réaliser l’indépendance de Porto Rico. Ainsi, le Tamarindo de Don Pedro se voulait-il être le pendant du Gernikako Arbola, l’Arbre de la Liberté de la ville de Guernica, au Pays basque espagnol.
En 1969, Luis A. Ferré, pourtant partisan, pour Porto Rico, du statut d’État associé aux États-Unis, mais désireux de se donner une posture différente, déclara le 23 septembre fête nationale. Lares fut classé Site historique par l’Instituto de cultura Puertorriqueña, et est reconnu désormais comme le berceau du nationalisme portoricain.